# Titanoleptes cupidensis
Titanoleptes cupidensis (лат.) — вид сенокосцев рода Titanoleptes из семейства Gonyleptidae. Бразилия (Штат Эспириту-Санту). Название T. cupidensis происходит от имени Купидона, бога любви из римской мифологии.

## Описание
От близких видов отличается следующими признаками: окуляриум у обоих полов с двумя высокими прямыми шипами, одноцветными с фоном; скутальная область III у обоих полов вооружена мелкими парамедианными округлыми бугорками; свободный тергит III у обоих полов снабжен срединным спиновидным апофизом; тазик IV самца с сильным ретролатеральным апикальным апофизом, явно длиннее пролатерального. Трохантер IV самца без проксимального пролатерального апофиза. Вид был впервые описан в 1946 году под названием Metagonyleptoides cupidensis Soares & Soares, 1946, а в 2023 году включён в состав рода Titanoleptes Пателла и голень IV покрыты жёлтыми заострёнными бугорками.